# Río Conejos
El río Conejos es un afluente del río Grande, de aproximadamente 148,9 km de longitud, que se encuentra en la parte sur del centro del estado de Colorado, en los Estados Unidos de América. Su cuenca drena un área al este de las montañas  de San Juan, al oeste del valle de San Luis.